# قنطورس
قنطورس (به انگلیسی: Centaurus) یکی از صورت‌های فلکی درخشان در آسمان جنوب و یکی از بزرگترین صورت‌های فلکی است. قنطورس در میان ۴۸ صورت فلکی فهرست شده توسط بطلمیوس قرار داشت و همچنان یکی از ۸۸ صورت‌های فلکی مدرن به حساب می‌آید. از ستاره‌های معروف آن می‌توان به آلفا قنطورس، نزدیک‌ترین سامانه ستاره‌ای به منظومه شمسی، بتا قنطورس و اچ آر ۵۱۷۱، یکی از بزرگترین ستاره‌های کشف شده اشاره کرد.
این صورت فلکی نمای نیمه انسان و نیمه اسب دارد.